# Aitanic (album)
Aitanic è l'album della colonna sonora ufficiale dell'omonimo film del 2000 di Nino D'Angelo.

## Tracce
1. Cafè cafè
2. Vulimm' 'o posto
3. Canta pe chi è comme a te
4. Neon melodicon
5. Jesce juorno
6. Aitanic
7. Sigarette chi fuma
8. Terroni dance
9. Me spiezz'o core (con Francesca Marini)
10. Faccio 'o cantante